# Guðrúnarborg
Guðrúnarborg är en kulle i republiken Island. Den ligger i regionen Norðurland eystra, 400 km nordost om huvudstaden Reykjavík. Toppen på Guðrúnarborg är 164 meter över havet.
Det finns inga samhällen i närheten.